# Marije ten Brinke
Marije ten Brinke (* 19. April 2004) ist eine niederländische Volleyballspielerin.

## Karriere
Ten Brinke spielte von 2020 bis 2024 in ihrer Heimat bei VV Apollo 8. Hier wurde sie je zweimal niederländische Vizemeisterin und niederländische Pokalsiegerin. Die Mittelblockerin spielte auch in der niederländischen Jugend- und Juniorinnen-Nationalmannschaft und ab 2024 auch in der A-Nationalmannschaft. 2024 wurde ten Brinke vom deutschen Bundesligisten USC Münster verpflichtet. 2025 stand sie mit dem Verein aus Westfalen im deutschen Pokalfinale. Anschließend wechselte sie zum Ligakonkurrenten SSC Palmberg Schwerin.